# Paul Mérigot
Pour les articles homonymes, voir Mérigot.
Paul Mérigot, né à Lyon le 19 juillet 1820 et mort à Paris 9e le 30 mai 1883, est un parolier, auteur dramatique et acteur comique de théâtre français.

## Biographie
Acteur comique dans les années 1840, auteur de chansons, on lui doit près de 200 titres dont le plus célèbre reste À bas la bière, vive le vin (1870, musique de Gilles Raspail).

## Œuvres
Théâtre
- 1873 : La Fleur du quartier, vaudeville en 1 acte
- 1886 : Dans une allée, ou Femme et Statue, opérette-quiproquo, avec Henri Avocat, musique de Adolphe Lindheim, théâtre des Délassements-Comiques et théâtre Déjazet (posthume)

Chansons
- 1861 : Le Marchand d'oiseaux !, chansonnette, musique d'André Simiot
- 1861 : Le Bibi d'Odette !, villanelle bouffe, musique de Frantz Liouville
- 1864 : L'Avenir, méditation, musique de Simiot
- 1866 : Il ne faut pas toujours dormir !, musique de Simiot
- 1870 : À bas la bière, vive le vin, musique de Gilles Raspail